# Jaroslav Bernášek
Jaroslav Bernášek (* 31. ledna 1951) je český politik, po sametové revoluci československý poslanec Sněmovny národů Federálního shromáždění za Občanskou demokratickou stranu, v letech 1998 – 2006 byl starosta města Adamov za Unii svobody.

## Biografie
Vystudoval Elektrotechnickou fakultu Vysokého učení technického v Brně. Do roku 1991 pracoval v podniku Metra Blansko.
Ve volbách roku 1992 byl zvolen za ODS, respektive za koalici ODS-KDS, do české části Sněmovny národů (volební obvod Jihomoravský kraj). Ve Federálním shromáždění setrval do zániku Československa v prosinci 1992.
V 90. letech začal podnikat. Bytem se uvádí v Adamově. V komunálních volbách roku 1994 byl zvolen do městského zastupitelstva v Adamově za ODS. Mandát obhájil v komunálních volbách roku 1998, nyní již za Unii svobody, do níž vstoupil hned po jejím založení roku 1998. Stal se starostou města. Opětovně byl zvolen v komunálních volbách roku 2002 za Unii svobody a i nadále zůstal starostou Adamova. Mandát zastupitele obhájil v komunálních volbách roku 2006, tentokrát jako bezpartijní (roku 2004 vystoupil z Unie svobody). Neúspěšně se o opětovné zvolení pokoušel v komunálních volbách roku 2010. Krátce po volbách ale jeho kolegyně z kandidátní listiny Volba pro město rezignovala na mandát a Bernášek (lídr Volby pro město) tak do zastupitelstva usedl. Profesně je uváděn jako technik.
Ve volbách v roce 2004 neúspěšně kandidoval do senátu za senátní obvod č. 49 - Blansko jako nestraník za SNK-ED. Získal ale jen necelých 5 % hlasů a nepostoupil do 2. kola.